# Heliophileae
Heliophileae es una tribu de plantas pertenecientes a la familia Brassicaceae. El género tipo es Heliophila Burm. f. ex L.

## Géneros
- Brachycarpaea DC. =~ Heliophila  Burm. f. ex L.
- Carponema  Eckl. & Zeyh. = Heliophila  Burm. f. ex L.
- Cycloptychis  E. Mey. ex Sond. =~ Heliophila  Burm. f. ex L.
- Heliophila  Burm. f. ex L.
- Palmstruckia  Sond. = Heliophila  Burm. f. ex L.
- Schlechteria  Bolus ex Schltr. =~ Heliophila  Burm. f. ex L.
- Silicularia  Compton =~ Heliophila  Burm. f. ex L.
- Thlaspeocarpa  C. A. Sm. =~ Heliophila  Burm. f. ex L.